# Марк Сноу
Марк Сноу (на английски: Mark Snow; 26 август 1946 г. – 3 юли 2025 г.) е американски композитор на филмова и телевизионна музика. Най-известен е с композирането на началната мелодия към „Досиетата Х“. Той прави музиката на всичките 202 епизода в периода 1993 – 2002 г., включително и на едноименния филм от 1998 и „Досиетата Х: Искам да повярвам“ от 2008 г. По-късно се завръща за музиката на последвалите 16 епизода през 2015 и 2018 г. Освен това той е композиторът на началната мелодия на сериала „Никита“ (1997 – 2001).

## Частична филмография

### Сериали
- „Старски и Хъч“ (1977 – 1979, 16 епизода)
- „Династия“ (1981, 4 епизода)
- „Кагни и Лейси“ (1981 – 1984, 5 епизода)
- „Ти Джей Хукър“ (1982, 5 епизода)
- „Фолкън Крест“ (1986 – 1988, 5 епизода)
- „Досиетата Х“ (1993 – 2002, 2015 – 2018, 217 епизода)
- „Господин Никой“ (1995 – 1996)
- „Двайсет хиляди левги под водата“ (1997, 2 епизода)
- „Милениум“ (1996 – 1999, 67 епизода)
- „Самотните стрелци“ (2001, 13 епизода)
- „Пасадина“ (2001 –2002, 13 епизода)
- „Смолвил“ (2001 – 2007, 132 епизода)
- „Хищни птици“ (2002 – 2003, 13 епизода)
- „Зоната на здрача“ (2002 – 2003, 43 епизода)
- „Самотно дърво на хълма“ (2003 – 2005, 29 епизода)
- „Коджак“ (2005, 9 епизода)
- „Шепот от отвъдното“ (2005 – 2010, 107 епизода)
- „Синя кръв“ (2010 – 2024, 287 епизода)

### Филми
- „Проект: Алф“ (1996)
- „Досиетата Х“ (1998)
- „Луди в Алабама“ (1999)
- „Досиетата Х: Искам да повярвам“ (2008)
- „Новите мутанти“ (2020)